# Iulius Florus (Treverer)
Iulius Florus († 21) war ein gallischer Adeliger aus dem Stamm der Treverer.
Seine Familie besaß das von Iulius Caesar verliehene Römische Bürgerrecht.
Er war einer der Anführer des Aufstands der Treverer und Haeduer 21. n. Chr. unter Iulius Sacrovir.
Nachdem ein Verband aus loyal zu Rom stehenden treverischen Reiter, der späteren Ala Gallorum Indiana, unter dem Kommando von Iulius Indus den Aufstand niederschlagen konnte, entzog sich Iulius Florus der Verhaftung durch Selbstmord.